# Daddy's Home (Big Daddy Kane)
Daddy's Home è il sesto album discografico in studio del rapper statunitense Big Daddy Kane, pubblicato nel 1994.

## Tracce
1. Daddy's Home – 3:06
2. Brooklyn Style... Laid Out (feat. Scoob Lover) – 3:56
3. In the PJ's (feat. Scoob Lover) – 4:06
4. Show & Prove (feat. Scoob Lover, Sauce Money, Shyheim, Jay-Z & Ol' Dirty Bastard) – 5:47
5. Lyrical Gymnastics – 3:55
6. That's How I Did 'Em – 3:24
7. Sex According to the Prince of Darkness – 3:44 – Da Rock
8. 3 Forties & a Bottle of Moet – 1:39
9. The Way It's Goin' Down – 4:01
10. Somebody's Been Sleeping In My Bed – 3:19
11. W.G.O.N.R.S. (feat. Easy Dred & Junior P) – 4:37
12. Let Yourself Go – 4:09
13. Don't Do It to Yourself (feat. Scoob Lover) – 4:51